# Пекари (Турецький повіт)
Пекари (пол. Piekary) — село в Польщі, у гміні Добра Турецького повіту Великопольського воєводства.
Населення — 137 осіб (2011).
У 1975-1998 роках село належало до Конінського воєводства.

## Демографія
Демографічна структура станом на 31 березня 2011 року:
|          | Загалом | Допрацездатний вік | Працездатний вік | Постпрацездатний вік |
| -------- | ------- | ------------------ | ---------------- | -------------------- |
| Чоловіки | 68      | 16                 | 47               | 5                    |
| Жінки    | 69      | 11                 | 41               | 17                   |
| Разом    | 137     | 27                 | 88               | 22                   |